# Стјуартова теорема
У геометрији Стјуартова теорема указује на релацију дужина страница троугла и дужине дужи са једном крајњом тачком на страници тог троугла, а другом у темену наспрамном тој страници (слика 1). Именована је у част шкотског математичара Метјуа Стјуарта (енгл. Matthew Stewart c. 1717/1719 - 23. јануар 1785) који је доказао Стјуартову теорему 1749. Стјуартова теорема налаже да је:
{\displaystyle AP^{2}={\frac {BP}{BC}}AC^{2}+{\frac {CP}{BC}}AB^{2}-BP} · {\displaystyle CP\,}

## Доказ преко тригонометрије
Теорема може да се докаже на следећи начин:
Нека је θ угао између m и d, и θ′ угао између n и d. Онда је θ′ суплементан углу θ па је cos θ′ = −cos θ. Косинусна теорема за углове θ и θ′ налаже
{\displaystyle {\begin{aligned}c^{2}&=m^{2}+d^{2}-2dm\cos \theta \\b^{2}&=n^{2}+d^{2}-2dn\cos \theta '\\&=n^{2}+d^{2}+2dn\cos \theta .\,\end{aligned}}}
Помножимо прву једначину са n, другу са m, и додамо да бисмо скратили cos θ, па добијамо
{\displaystyle {\begin{aligned}&b^{2}m+c^{2}n\\&=nm^{2}+n^{2}m+(m+n)d^{2}\\&=(m+n)(mn+d^{2})\\&=a(mn+d^{2})\\\end{aligned}}}
И сређивањем се враћамо на првобитну форму: 
{\displaystyle AP^{2}={\frac {BP}{BC}}AC^{2}+{\frac {CP}{BC}}AB^{2}-BP} · {\displaystyle CP\,}